# Фалькбергет, Юхан
Ю́хан Фа́лькбергет (норв. Johan Falkberget; настоящее имя и фамилия Юхан Петтер Лиллебаккен, Johan Petter Lillebakken; 30 сентября 1879, Ругельдален, Рёрус — 5 апреля 1967, там же) — норвежский писатель.

## Биография
Фалькбергет родился на ферме Фалькбергет в долине Ругельдален, в городке Рёрус. Сын шахтёра, сам работал на предприятии по добыче меди с 8 лет. В 1891 году начал писать трилогию «Христиан VI», изданную много позднее. В 1893 году изменил свою фамилию с Лиллебаккен на Фалькбергет — по названию фермы, где он жил (обычная практика в то время). Его первая работа была издана в 1902 году.
В 1906 году он уволился с шахты и стал редактором газеты «Nybrott» в Олесунне. В 1908 году переехал во Фредрикстад, где работал редактором «Smaalenes Socialdemokrat», после переехал в Киркенес. С 1909 по 1922 год жил и работал преимущественно в Кристиании (ныне Осло).
В 1922 году вернулся в Рёрус и поселился на ферме Ratvolden, в 1 км от фермы Фалькбергет. Сейчас там находится музей. В 1931—1933 годах представлял Норвежскую рабочую партию в Стортинге от фюльке Сёр-Трённелаг.
В 1940 году переехал в Швецию, спасаясь от фашистов (во время Второй мировой войны Швеция сохраняла нейтралитет).

## Творчество
Работы Фалькбергета посвящены жизни рабочих, сельской культуре, горному делу, реалистично описывают трудную жизнь горнорабочих, их быт. Его первый знаменитый исторический роман «Четвёртая ночная стража» (Den fjerde nattevakt, 1923) посвящён событиям первой половины XIX века, происходившим вокруг рудников в Рёрусе. Следующий роман-трилогия «Христиан VI» (Christianus Sextus, 1927—1935) о событиях на одноимённой шахте в 1720-х годах. Действие романа происходит в период после окончания Северной войны (историческая параллель со временем после окончания Первой мировой войны, когда был написан роман).
Повести «Бьярне» (Bjarne, 1903), «Хаук Углеватн» (Hauk Uglevatn, 1906), «Чёрные горы» (Svarte Fjelde, 1907), «Жертва огня» (Brændoffer, 1917), в том числе на исторические темы «Эли, дочь Сиурда» (Eli Sjursdotter, 1913), «Охотник на медведя» (1919); тетралогия «Хлеб ночей» (Nattens Brød, 1940—1959); сборник рассказов «Минеры» (Mineskud, 1908).